# Eddie Willis
Pour les articles homonymes, voir Willis.
Eddie Willis, dit Chank Willis, né le 3 juin 1936 à Grenada (Mississippi) et mort le 20 août 2018 à Gore Springs dans le Mississippi, de la poliomyélite, est un musicien américain. 

## Biographie
Durant les années 1960 et 1970, Eddie Willis a joué de la guitare électrique et occasionnellement du sitar pour le groupe de la Motown : The Funk Brothers.
Eddie Willis est connu pour son style de guitare en sourdine qui ajoutait un ton distinctif et de la « couleur » au rythme, souvent en phase avec la caisse claire, sur des centaines chansons à succès enregistrées à Détroit au « Hitsville U.S.A. » pour les artistes de la Motown. Parmi les nombreux enregistrements qu'Eddie Willis a effectué pour la compagnie de disques américaine, on compte : Please Mr. Postman des Marvelettes, The Way You Do the Things You Do des Temptations, You Keep Me Hangin' On des Supremes et I Was Made to Love Her de Stevie Wonder.
Les influences d'Eddie Willis comprennent Chet Atkins, Wes Montgomery et Albert King. Pour ses enregistrements, il jouait avec une guitare Gibson Firebird sur la plupart de ses travaux au début des années 1960 pour ensuite passer à une Gibson ES 335 durant les années 1970. Il a également utilisé un sitar électrique sur les chansons I Was Made to Love Her et Signed, Sealed, Delivered I'm Yours de Stevie Wonder et  No Matter What Sign You Are des Supremes,.
En 2010, il collabore avec Phil Collins pour son album Going Back qui reprend les plus grands tubes des années Motown, années qui ont marqué la carrière d'Eddie Willis.

### Filmographie
- Paul Justman, (2002). Standing in the Shadows of Motown. (Documentaire). New York : Artisan Entertainment.